# Oròsia de Jaca
Oròsia o Euròsia (Baiona, final del segle vii - Jaca, 714, o, segons una tradició, Bohèmia, 864 - Jaca, 880) va ésser una dona martiritzada pels musulmans en defensar la seva fe cristiana. La seva existència real, però, és discutida, i se n'expliquen diferents tradicions sobre l'origen. Venerada com a santa, és la santa patrona de Jaca (Alt Aragó) i la seva comarca.

## Hagiografia

### Tradició aragonesa
La tradició diu que havia nascut a Baiona (País Basc del Nord) en una família noble. Va ésser promesa a un noble musulmà de l'Àndalus per raons polítiques. Oròsia fou enviada a Aragó per trobar el seu promès però ella, fervent cristiana, va fugir i es va refugiar en una cova, prop de Jaca. Va ésser-hi trobada morta el 714.

### Llegenda de la princesa bohèmia
Una altra tradició explica que havia nascut el 864 en la família dels ducs de Bohèmia (el seu pare hauria estat el duc Moislav). El seu nom era Dobroslava (dob, ‘bona’; ros, ‘rosada’; slava, ‘eslava’, que equival al nom grec Euròsia, ‘bona rosada’). Va quedar orfe i va ésser adoptada pel duc Borivoj I de Bohèmia, marit de santa Ludmila de Bohèmia, que va educar la noia i la va convertir al cristianisme.
Borivoj fou deposat pels pagans, però va ésser reinstaurat mercès a Sant Metodi. El 880, Metodi fou encarregat pel papa Joan VIII per trobar una esposa per al fill del rei Fortuny Garcés de Pamplona, hereu del tron d'Aragó i Navarra, que llavors tenia un paper important en la lluita contra els musulmans de l'Àndalus.
Metodi va pensar que Oròsia, llavors amb setze anys, era una candidata idònia, i va ésser enviada a Aragó en 880. En travessar els Pirineus, va arribar a la rodalia de Jaca, on havia de trobar el seu promès. No obstant això, la zona estava encara en guerra i un cabdill musulmà, Aben Lupo, va atacar el seguici per capturar la princesa amb la intenció de desposar-la ell mateix. La noia va poder escapar i s'amagà a una cova de la muntanya, però fou finalment trobada.
Oròsia va demanar la protecció del cel i un llamp va obrir el terra. No obstant això, els musulmans van capturar-la i, en negar-se a abjurar del cristianisme, van amputar-li els braços i, finalment, fou decapitada. Llavors una gran tempesta va desfermar-se i els seus botxins van fugir espantats.

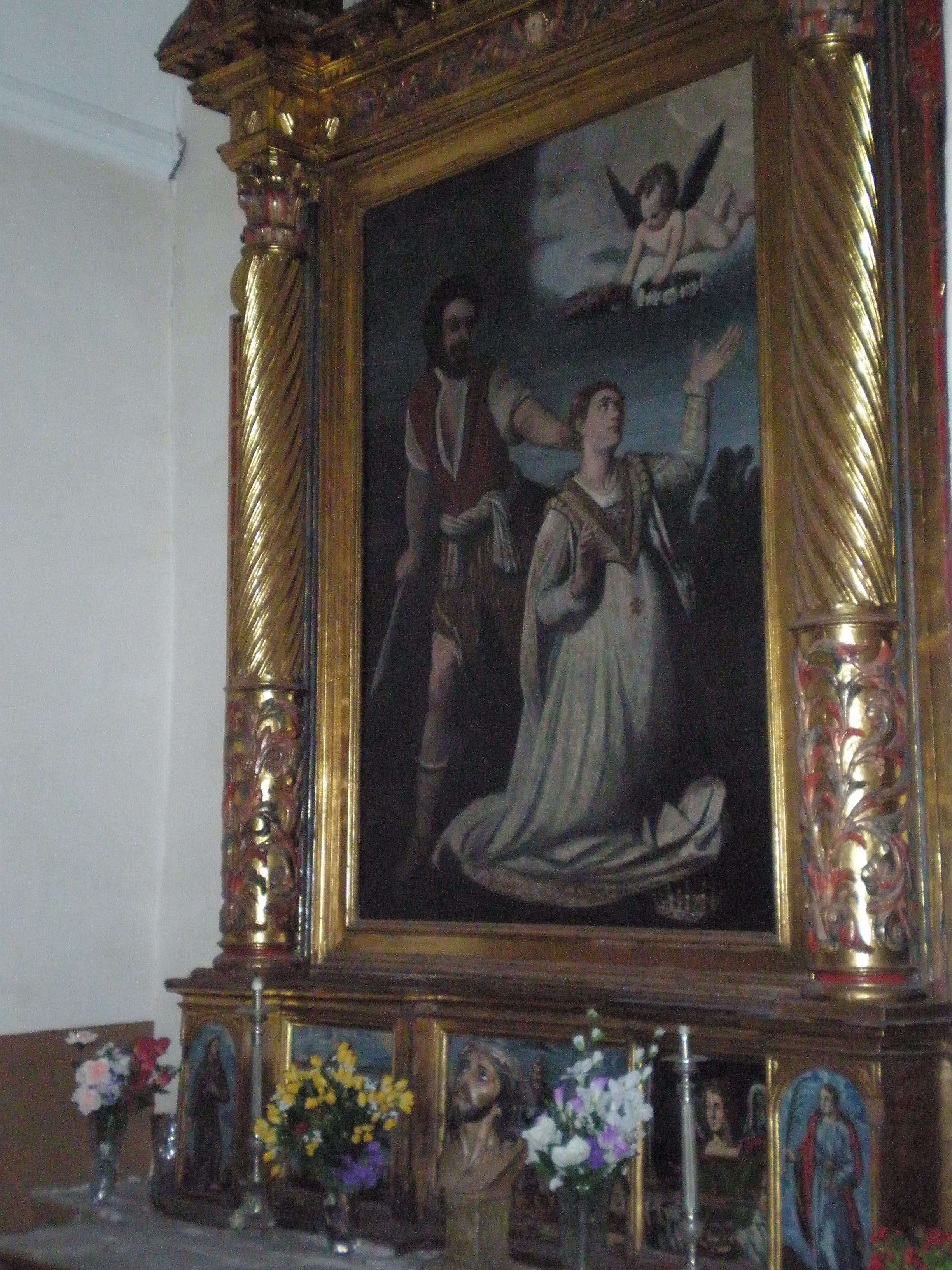
Martiri de la santa (Villanúa, Aragó)
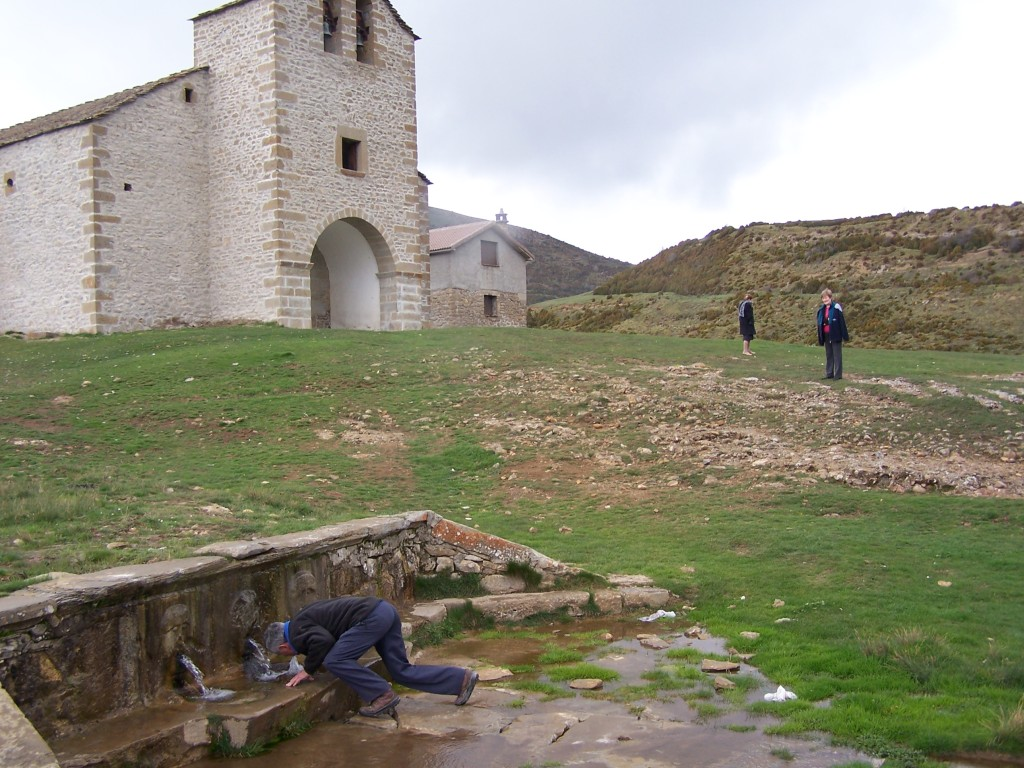
Ermita de Santa Orosia (Yebra de Basa), on hi ha el cap de la santa
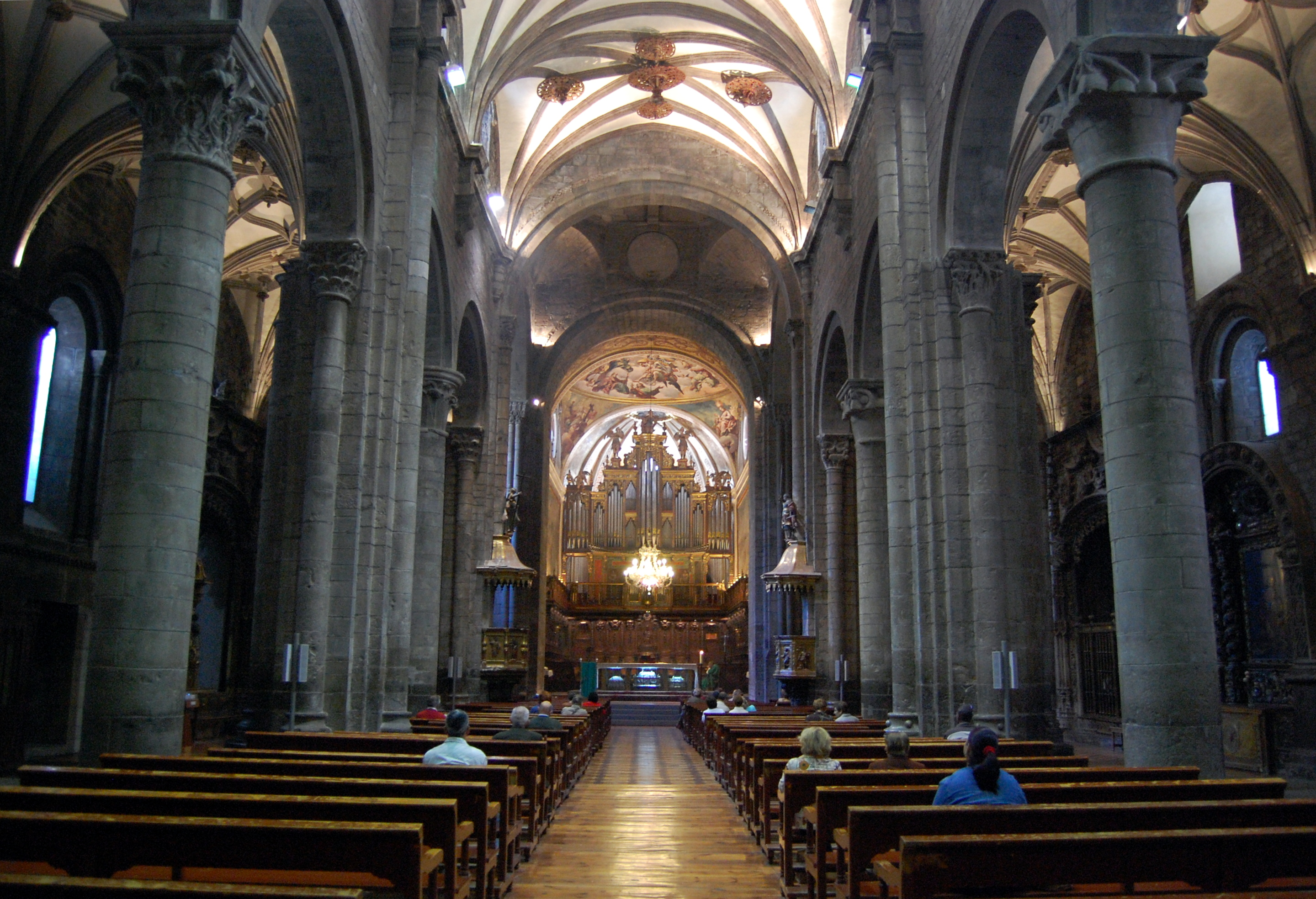
Interior de la Catedral de Jaca; a l'altar major hi ha les restes de la santa

## Veneració
Les seves relíquies van ésser descobertes al segle xi, segons la llegenda per un pastor de Yebra de Basa a qui li va comunicar el lloc on eren una aparició de la Mare de Déu. El cap de la santa va restar a Yebra, però el rei Sanç I d'Aragó i Pamplona va traslladar la resta del cos a Jaca, restant a la catedral. El lloc esdevingué meta de pelegrins, situant la ciutat al camí aragonès del Camí de Sant Jaume. El culte, gràcies als pelegrins, s'estengué principalment pel Bearn i el nord d'Itàlia.